# ساباردا
ساباردا (أو سباردا )، كانت أرضًا قديمة (720 – 670 قبل الميلاد)، تقع جنوب زكيرتي، المقابلة لمنطقة بيجار الحديثة في شمال غرب إيران.
في زمن الميديين والآشوريين كانت هذه المنطقة تحت سيطرة الأشوريين. حوالي عام 670 قبل الميلاد، انضم دوساني، ملك سباردا، إلى التمرد الذي قاده كشتاريتي، ملك الميديين، ضد آشور.